# Telatang
Telatang is een bestuurslaag in het regentschap Lahat van de provincie Zuid-Sumatra, Indonesië. Telatang telt 1101 inwoners (volkstelling 2010).